# 2014-es Roland Garros
A 2014-es Roland Garros az év második tenisz Grand Slam-tornája, a Roland Garros 113. kiadása volt. Az eseményt 2014. május 25. és június 8. között rendezték meg Párizsban.

## Döntők

### Férfi egyes
Rafael Nadal –  Novak Đoković 3–6, 7–5, 6–2, 6–4

### Női egyes
Marija Sarapova –  Simona Halep 6–4, 6–7(5), 6–4

### Férfi páros
Julien Benneteau /  Édouard Roger-Vasselin –  Marcel Granollers /  Marc López 6–3, 7–6(1)

### Női páros
Hszie Su-vej /  Peng Suaj –  Sara Errani /  Roberta Vinci 6–4, 6–1

### Vegyes páros
Anna-Lena Grönefeld /  Jean-Julien Rojer –  Julia Görges /  Nenad Zimonjić 4–6, 6–2, [10–7]

### Juniorok

#### Fiú egyéni
- Andrej Rubljov –  Jaume Antoni Munar Clar, 6–2, 7–5

#### Lány egyéni
- Darja Kaszatkina –  Ivana Jorović, 6–7(5), 6–2, 6–3

#### Fiú páros
- Benjamin Bonzi /  Quentin Halys –  Lucas Miedler /  Akira Santillan, 6–3, 6–3

#### Lány páros
- Ioana Ducu /  Ioana Loredana Roșca –  Catherine Bellis /  Markéta Vondroušová, 6–1, 5–7, [11–9]

## Világranglistapontok
| Eredmény           | Férfi egyes | Férfi páros | Női egyes | Női páros |
| ------------------ | ----------- | ----------- | --------- | --------- |
| Győzelem           | 2000        | 2000        | 2000      | 2000      |
| Döntő              | 1200        | 1200        | 1300      | 1300      |
| Elődöntő           | 720         | 720         | 780       | 780       |
| Negyeddöntő        | 360         | 360         | 430       | 430       |
| 16 között          | 180         | 180         | 240       | 240       |
| 32 között          | 90          | 90          | 130       | 130       |
| 64 között          | 45          | 0           | 70        | 10        |
| 128 között         | 10          | –           | 10        | –         |
| Főtáblára jutás    | 25          | 25          | 40        | –         |
| Selejtező (3. kör) | 16          | –           | 30        | –         |
| Selejtező (2. kör) | 8           | –           | 20        | –         |
| Selejtező (1. kör) | 0           | –           | 2         | –         |

## Pénzdíjazás
A torna összdíjazása 23 968 900 euró volt. A férfi és a női egyéni győztesnek fejenként 1 650 000 euró járt.
| Eredmény             | Egyes*       | Egyes*       | Páros**                                                                     | Vegyes páros**                                                              |
| Eredmény             | Férfiak***   | Nők****      | Páros**                                                                     | Vegyes páros**                                                              |
| Győzelem             | 1 650 000 €  | 1 650 000 €  | 400 000 €                                                                   | 110 000 €                                                                   |
| Döntő                | 825 000 €    | 825 000 €    | 200 000 €                                                                   | 55 500 €                                                                    |
| Elődöntő             | 412 500 €    | 412 500 €    | 100 000 €                                                                   | 27 750 €                                                                    |
| Negyeddöntő          | 220 000 €    | 220 000 €    | 55 000 €                                                                    | 14 000 €                                                                    |
| 16 között            | 125 000 €    | 125 000 €    | 31 000 €                                                                    | 7500 €                                                                      |
| 32 között            | 72 000 €     | 72 000 €     | 17 000 €                                                                    | 3750 €                                                                      |
| 64 között            | 42 000 €     | 42 000 €     | 8500 €                                                                      | –                                                                           |
| 128 között           | 24 000 €     | 24 000 €     | –                                                                           | –                                                                           |
| Összesen             | 9 212 000 €* | 9 212 000 €* | 1 812 000 €*                                                                | 397 000 €                                                                   |
| Selejtező (döntő)    | 11 000 €     | 11 000 €     | *Nemenként **Csapatonként ***128-as selejtezőtábla ****96-os selejtezőtábla | *Nemenként **Csapatonként ***128-as selejtezőtábla ****96-os selejtezőtábla |
| Selejtező (2. kör)   | 5500 €       | 5500 €       | *Nemenként **Csapatonként ***128-as selejtezőtábla ****96-os selejtezőtábla | *Nemenként **Csapatonként ***128-as selejtezőtábla ****96-os selejtezőtábla |
| Selejtező (1. kör)   | 2750 €       | 2750 €       | *Nemenként **Csapatonként ***128-as selejtezőtábla ****96-os selejtezőtábla | *Nemenként **Csapatonként ***128-as selejtezőtábla ****96-os selejtezőtábla |
| Összesen (selejtező) | 528 000 €    | 396 000 €    | *Nemenként **Csapatonként ***128-as selejtezőtábla ****96-os selejtezőtábla | *Nemenként **Csapatonként ***128-as selejtezőtábla ****96-os selejtezőtábla |